# Boloria lapponica
Boloria lapponica är en fjärilsart som beskrevs av Otto Staudinger 1861. Boloria lapponica ingår i släktet Boloria och familjen praktfjärilar. Inga underarter finns listade i Catalogue of Life.